# 橋本康志
橋本 康志（はしもと やすし、1956年〈昭和31年〉1月11日 - ）は、日本の政治家、実業家。前佐賀県鳥栖市長（4期）。

## 来歴
佐賀県鳥栖市出身。鳥栖市立鳥栖中学校、佐賀県立鳥栖高等学校卒業。1979年（昭和54年）3月、早稲田大学商学部卒業。同年4月、富士通に就職。システムエンジニアとして、主に国立大学病院のシステム開発を担当する。1986年（昭和61年）3月、富士通を退職。同年4月、株式会社中央軒に入社。5月に同社の代表取締役に就任。2006年（平成18年）12月、同社を退職。
2007年鳥栖市長選挙
2007年（平成19年）2月18日執行。自民党・公明党の推薦を受けた現職の牟田秀敏を破り初当選。3月15日、市長就任。
※当日有権者数：人 最終投票率：62.22%（前回比：pts）
| 候補者名 | 年齢 | 所属党派 | 新旧別 | 得票数   | 得票率 | 推薦・支持             |
| -------- | ---- | -------- | ------ | -------- | ------ | ---------------------- |
| 橋本康志 | 51   | 無所属   | 新     | 16,161票 | 52.28% |                        |
| 牟田秀敏 | 66   | 無所属   | 現     | 14,750票 | 47.72% | （推薦）自民党・公明党 |

2011年鳥栖市長選挙
2011年（平成23年）2月20日執行。前回敗れた牟田が自民党の推薦を受けて橋本に再び挑み、その他1名が立候補した。再選を果たす。
※当日有権者数：52,730人 最終投票率：57.40%（前回比：－4.82pts）
| 候補者名 | 年齢 | 所属党派 | 新旧別 | 得票数   | 得票率 | 推薦・支持     |
| -------- | ---- | -------- | ------ | -------- | ------ | -------------- |
| 橋本康志 | 55   | 無所属   | 現     | 15,743票 | 52.45% |                |
| 牟田秀敏 | 70   | 無所属   | 元     | 13,417票 | 44.70% | （推薦）自民党 |
| 古賀秀紀 | 55   | 無所属   | 新     | 857票    | 2.85%  |                |

2015年鳥栖市長選挙
2015年（平成27年）2月22日執行。自民党の推薦を受けた前市議の中村圭一ら2候補を相手に戦い3選。
※当日有権者数：54,915人 最終投票率：49.80%（前回比：－7.6pts）
| 候補者名 | 年齢 | 所属党派 | 新旧別 | 得票数   | 得票率 | 推薦・支持     |
| -------- | ---- | -------- | ------ | -------- | ------ | -------------- |
| 橋本康志 | 59   | 無所属   | 現     | 16,424票 | 60.43% |                |
| 中村圭一 | 45   | 無所属   | 新     | 10,239票 | 37.68% | （推薦）自民党 |
| 古賀秀紀 | 59   | 無所属   | 新     | 514票    | 1.89%  |                |

2019年鳥栖市長選挙
2019年（平成31年）2月17日執行。自民党の推薦を受けた元市職員の槙原聖二を10票差で破り4選。投票率は44.58％。
※当日有権者数：57,621人 最終投票率：44.58%（前回比：－5.22pts）
| 候補者名 | 年齢 | 所属党派 | 新旧別 | 得票数   | 得票率 | 推薦・支持     |
| -------- | ---- | -------- | ------ | -------- | ------ | -------------- |
| 橋本康志 | 63   | 無所属   | 現     | 12,744票 | 50.02% |                |
| 槙原聖二 | 54   | 無所属   | 新     | 12,734票 | 49.98% | （推薦）自民党 |

2023年鳥栖市長選挙
2023年（令和5年）2月19日執行。自民党の推薦を受けた元佐賀県議の向門慶人に702票差で敗れた。投票率は過去最低の44.44％を記録した。
※当日有権者数：58,989人 最終投票率：44.44%（前回比：－0.14pts）
| 候補者名 | 年齢 | 所属党派 | 新旧別 | 得票数   | 得票率 | 推薦・支持     |
| -------- | ---- | -------- | ------ | -------- | ------ | -------------- |
| 向門慶人 | 52   | 無所属   | 新     | 12,971票 | 49.48% | （推薦）自民党 |
| 橋本康志 | 67   | 無所属   | 現     | 12,269票 | 46.80% |                |
| 豊増直文 | 64   | 無所属   | 新     | 788票    | 3.00%  |                |

## 市政
鳥栖駅周辺整備
西側にしか入口のないJR鳥栖駅の橋上駅化と新自由通路を建設する計画を打ち出し、2017年（平成29年）10月、JR九州と包括連携協定を結んだ。
2018年（平成30年）11月28日、鳥栖駅周辺整備事業の基本設計の概要を発表。ところが約124億円に上る総事業費の負担が大きいとして、同年12月3日の市議会全員協議会で撤回を表明した。橋本は記者会見で「駅東側住民の期待も大きかったので残念だ。今後は、西口駅前広場や交差点、道路の整備を進めたい」と述べた。
駅東側の市民らが「橋上改札口」を先行して新設するように求めた計画案を提出するが、2019年（令和元年）9月9日、橋本は市議会一般質問で「効果が限定的で難しい」と述べ、採用しない考えを明らかにした。
市上下水道局職員による架空発注問題
2019年（令和元年）6月25日、鳥栖市議会の自民党鳥和会、公明党、共産党の3会派は橋本に対する辞職勧告決議案を提出。自民党鳥和会代表は趣旨説明で、市上下水道局職員による架空発注問題などを挙げ、「市への信頼を失墜させた市長の責任は甚大」と述べた。橋本は採決を控えた6月26日に「賛成が4分の3以上なら、議会解散か市長失職のどちらかになる不信任の議決と同義」と話した。6月27日、市議会は定例議会本会議で、辞職勧告決議案を採決し、賛成14人、反対6人で可決した。橋本は続投する意向を報道陣に示した。
同年10月7日、市議会は定例議会本会議で、再び辞職勧告決議案を可決した。橋本は続投する意向を表明。